# 益子温泉
益子温泉（ましこおんせん）は、栃木県芳賀郡益子町（旧国下野国）にある温泉。

## 泉質
- 単純温泉

## 温泉街
「益子舘 里山リゾートホテル（旧ホテルサンシャイン益子舘）」が存在する。

## アクセス
- 鉄道:宇都宮駅西口からバスで50分。または真岡線益子駅下車。